# Ruta 143 (Costa Rica)
La Ruta 143, oficialmente Ruta Nacional Secundaria 143, es una ruta nacional de Costa Rica ubicada en las provincias de Alajuela y Guanacaste.

## Descripción
En la provincia de Alajuela, la ruta atraviesa el cantón de Guatuso (los distritos de San Rafael, Cote).
En la provincia de Guanacaste, la ruta atraviesa el cantón de Tilarán (el distrito de Arenal).